# زدمیسلیتسه
زدمیسلیتسه (به چکی: Zdemyslice) یک منطقهٔ مسکونی در جمهوری چک است که در شهرستان پلزن-جنوبی واقع شده‌است. زدمیسلیتسه ۴٫۷۵ کیلومتر مربع مساحت و ۵۹۰ نفر جمعیت دارد و ۳۸۷ متر بالاتر از سطح دریا واقع شده‌است.